# Dolîno-Kameanka, Znameanka
Dolîno-Kameanka (în ucraineană Долино-Кам`янка) este un sat în comuna Trepivka din raionul Znameanka, regiunea Kirovohrad, Ucraina.

## Demografie
Componența lingvistică a localității Dolîno-Kameanka
     Ucraineană (95,17%)
     Rusă (4,83%)
Conform recensământului din 2001, majoritatea populației localității Dolîno-Kameanka era vorbitoare de ucraineană (95,17%), existând în minoritate și vorbitori de rusă (4,83%).